# سوزان شميت
سوزان شميت (بالألمانية: Susanne Schmidt)‏ هي مجدفة ألمانية، ولدت في 14 نوفمبر 1974 في برلين في ألمانيا.

## وصلات خارجية
- سوزان شميت على موقع الاتحاد الدولي للتجديف (الإنجليزية)
- سوزان شميت على موقع اللجنة الأولمبية الدولية (الإنجليزية)
- سوزان شميت على موقع أوليمبيديا (الإنجليزية)